# Матвієнко Андрій Вікторович
Матвіє́нко Андрі́й Ві́кторович — український військовик, полковник Повітряних Сил ЗС України, командир 55-го зенітно-ракетного полку в Євпаторії.

## Участь у подіях Кримської кризи

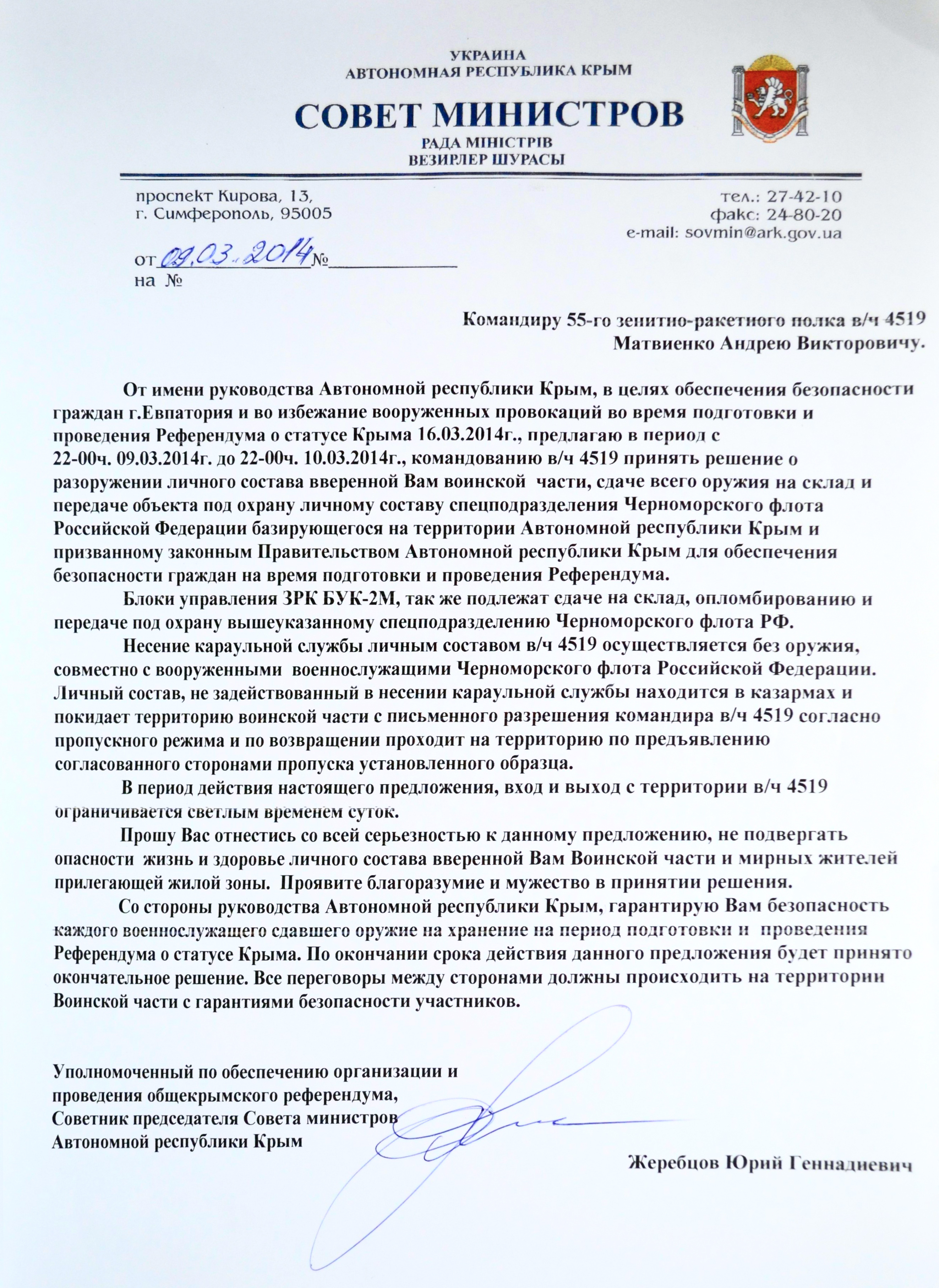
Ультиматум до 55-го зенітно-ракетного полку про роззброєння до 10 березня

28 лютого 2014 року під час українсько-російського конфлікту в АР Крим розпочалися спроби блокування «невідомими» озброєними формуваннями військової частини А4519, командиром якої був Андрій Матвієнко. 5 березня на машинах з російськими номерами до частини прибуло близько 50 осіб у військовій формі Збройних сил РФ, які запропонували командуванню передати у їх розпорядження техніку для польового чергування в інтересах Росії. Полковник Матвієнко відповів їм відмовою та вчергове присягнув на вірність народу України. Українським воякам вдалося досягти того, аби ці люди поїхали від території частини, втім півгодини потому вони повернулися у кількості близько 500 осіб, серед яких були й люди в цивільному. Росіяни поставили Андрію Матвієнку вимогу здати зброю, а після його відмови почали чинити провокації — лізти через паркан та кидати каміння. Офіцер російської армії заявив, що у разі чергової відмови він пустить попереду своїх солдатів мирних жителів, у яких українці, звісно ж, стріляти не стануть. Задля виключення провокацій і кровопролиття Андрій Матвієнко вирішив здати зброю на склад та стати живим щитом на його захист і захист техніки, яка належить українському народу.
Уже 9 березня Рада Міністрів Криму передала полку новий ультиматум про здачу зброї на склад під охорону спецпідрозділу Чорноморського флоту Російської Федерації (ЧФ РФ), покликаному «законним Урядом» АР Крим для забезпечення безпеки на час підготовки і проведення референдуму про статус Криму 2014. 12 березня повідомлялося про відмову полку Матвієнка скласти зброю, оскільки військовики поруч із військовою частиною називали себе «самообороною Криму», а не представниками ЧФ РФ.
Станом на травень 2016 року фігурує у офіційному списку зрадників України.